# Johann Schorn (politik)
Johann Schorn (18. února 1845 Bolzano – 23. července 1914 Innsbruck) byl rakouský státní úředník a politik německé národnosti z Tyrolska (respektive z dnešního Jižního Tyrolska), na konci 19. století poslanec Říšské rady.

## Biografie
Působil jako místodržitelský rada. Účastnil se bojů v roce 1866 jako člen zemské domobrany.
Byl synem úředníka krajského soudu. Jeho polovičním bratrem byl pedagog Josef Schorn. Vystudoval gymnázium v Bolzanu, kde maturoval roku 1866. Do roku 1868 pak studoval práva na Univerzitě Innsbruck a v letech 1869–1870 na Vídeňské univerzitě. V roce 1874 získal titul doktora práv na Univerzitě Innsbruck. Roku 1871 nastoupil jako koncipient k tyrolské finanční prokuratuře. Od roku 1875 byl činný v zemské komisi pro reformu daní, které od roku 1876 předsedal. V letech 1877–1882 byl koncipistou na místodržitelství v Reutte. roku 1882 přešel na okresní úřad do Lienzu. Roku 1888 byl jmenován místodržitelským tajemníkem. Roku 1890 nastoupil na post okresního hejtmana v Cavalese a ještě téhož roku byl přeložen do funkce okresního hejtmana v Bludenz. Roku 1892 se stal místodržitelským radou.
Byl politicky aktivní. Zasedal na Tyrolském zemském sněmu, kde byl v letech 1885–1889 konzervativním poslancem. Opětovně se poslancem stal roku 1895. Od roku 1896 zasedal i v zemském výboru. Byl i poslancem Říšské rady (celostátního parlamentu Předlitavska), kam usedl ve volbách roku 1891 za kurii venkovských obcí v Tyrolsku, obvod Bruneck, Brixen atd. Slib složil 13. dubna 1891. Ve volebním období 1891–1897 se uvádí jako Dr. Johann Schorn, c. k. okresní hejtman, bytem Innsbruck.
V roce 1891 je řazen mezi kandidáty konzervativního Hohenwartova klubu. V listopadu 1895 z tohoto klubu odešel do nového klubu Katolické lidové strany.
V roce 1898 se podílel na založení Křesťansko sociální strany v Tyrolsku a až do roku 1908 byl jejím předsedou. Mezi jeho spolupracovníky patřil Aemilian Schoepfer a Josef Schraffl. Díky jejich působení získali křesťanští sociálové v zemských volbách v Tyrolsku roku 1908 většinu. Jako člen zemského výboru se zabýval různými agendami a podporoval rozvoj turistického ruchu. V národnostních otázkách se hlásil k němectví a ostře odmítal úsilí etnických Italů o územní autonomii. V roce 1909 předsedal tyrolskému zemskému katolickému sjezdu. Získal Řád železné koruny.
Zemřel v červenci 1914.